# Bittotaenia
Bittotaenia (лат.) — подрод насекомых рода травяных листоедов (Chrysolina) из подсемейства хризомелин (Chrysomelinae). Известно 8 видов, которые встречаются в Европе и Азии.

## Описание
Окраска тела чёрная, металлически-блестяещее зелёное, бронзовое, синее или фиолетовое. Переднеспинка и надкрылья могут быть по разному окрышены. Надкрылья могут быть пятнистыми. Задние крылья равны или длиннее надкрыльев.

## Распространение
Представители рода встречаются Европе и в Закавказье, в Малой Азии, на Ближнем Востоке, в горных районах Средней Азии, Гималаях и Тибете.

## Классификация
В подрод включают 8 видов:
- Chrysolina aeneipennis (Reiche, 1858)
- Chrysolina brancuccii (Daccordi, 1982)
- Chrysolina compuncta (Weise, 1898)
- Chrysolina grata (Faldermann, 1837)
- Chrysolina leonardii (Daccordi, 1976)
- Chrysolina mellyi (Stål, 1857)
- Chrysolina salviae (Germar, 1824)
- Chrysolina turanica (Reitter, 1888)